# Lisa McShea
| Posities op de WTA-ranglijst Positie per einde seizoen: \| jaar \| rang enkelspel \| rang dubbelspel \| \| ---- \| -------------- \| --------------- \| \| 1991 \| 540 \| 629 \| \| 1992 \| 530 \| 341 \| \| 1993 \| 335 \| 241 \| \| 1994 \| 447 \| 395 \| \| 1996 \| 263 \| 129 \| \| 1997 \| 318 \| 84 \| \| 1998 \| 195 \| 85 \| \| 1999 \| 174 \| 99 \| \| 2000 \| 155 \| 62 \| \| 2001 \| 231 \| 62 \| \| 2002 \| 327 \| 121 \| \| 2003 \| 317 \| 92 \| \| 2004 \| 1072 \| 33 \| \| 2005 \| – \| 73 \| \| 2006 \| – \| 482 \| |                |                 |
| jaar | rang enkelspel | rang dubbelspel |
| 1991 | 540            | 629             |
| 1992 | 530            | 341             |
| 1993 | 335            | 241             |
| 1994 | 447            | 395             |
| 1996 | 263            | 129             |
| 1997 | 318            | 84              |
| 1998 | 195            | 85              |
| 1999 | 174            | 99              |
| 2000 | 155            | 62              |
| 2001 | 231            | 62              |
| 2002 | 327            | 121             |
| 2003 | 317            | 92              |
| 2004 | 1072           | 33              |
| 2005 | –              | 73              |
| 2006 | –              | 482             |

Lisa McShea (Redcliffe, 29 oktober 1974) is een voormalig tennisspeelster uit Australië.
Zij ging op vijfjarige leeftijd tennissen, op aanraden van haar oma. Zij speelt rechtshandig en heeft een enkelhandige backhand. Zij was actief in het proftennis van 1996 tot in 2006. Daarna werd zij tennislerares. In mei 2009 trad zij in het huwelijk met Troy Ayres, ook een tennisleraar.

## Loopbaan

### Enkelspel
McShea debuteerde in 1991 op het ITF-toernooi van Canberra (Australië). Zij stond in 1993 voor het eerst in een finale, op het ITF-toernooi van Ibaraki (Japan) – zij verloor van de Japanse Yuka Yoshida. Drie weken later veroverde McShea haar eerste titel, op het ITF-toernooi van Kioto (Japan), door de Japanse Kazue Takuma te verslaan. In totaal won zij negen ITF-titels, de laatste in 2003 in Albury (Australië).
In 1993 speelde McShea voor het eerst op een WTA-hoofdtoernooi, op het toernooi van Brisbane. Op de WTA-toernooien kwam zij in het enkelspel nooit voorbij de eerste ronde. In 1994 kwam zij voor het eerst uit op een grandslamtoernooi, met een wildcard op het Australian Open. Pas in 1999 speelde zij weer op een grandslamtoernooi, op het US Open (als kwalificante) en enkele maanden later op het Australian Open (weer met een wildcard). In alle drie optredens verloor zij haar openingspartij.
Haar hoogste notering op de WTA-ranglijst is de 139e plaats, die zij bereikte in juli 2000.

### Dubbelspel
McShea behaalde in het dubbelspel betere resultaten dan in het enkelspel. Zij debuteerde in 1991 op het ITF-toernooi van Canberra (Australië), samen met de Amerikaanse Julie De Armond. Zij stond in 1992 voor het eerst in een finale, op het ITF-toernooi van Nottingham (Engeland), samen met de Amerikaanse Amy deLone – zij verloren van het Canadese duo Mélanie Bernard en Caroline Delisle. De week erna veroverde McShea haar eerste titel, op het ITF-toernooi van Sheffield (Engeland), weer met DeLone, door het duo Amanda Evans en Svetlana Parchomenko te verslaan. In totaal won zij 56 ITF-titels, de laatste in 2004 in Dothan (VS).
In 1998 speelde McShea voor het eerst op een WTA-hoofdtoernooi, op het toernooi van Gold Coast, samen met landgenote Catherine Barclay. Zij stond in 2000 voor het eerst in een WTA-finale, op het toernooi van Birmingham, samen met landgenote Rachel McQuillan – hier veroverde zij haar eerste titel, door het koppel Cara Black en Irina Seljoetina te verslaan. In totaal won zij vier WTA-titels, de overige drie in 2004, samen met de Venezolaanse Milagros Sequera.
Vanaf het US Open 1997 kwam McShea op alle grandslamdubbelspeltoernooien uit tot en met het Australian Open 2006.
Haar beste resultaat op de grandslamtoernooien is het bereiken van de kwartfinale, op Wimbledon 2001 samen met landgenote Rachel McQuillan. Haar hoogste notering op de WTA-ranglijst is de 32e plaats, die zij bereikte in januari 2005.

#### Gemengd dubbelspel
In de periode 1998–2006 nam McShea nog achttien keer deel aan het gemengd dubbelspel op de grandslamtoernooien (voornamelijk het Australian Open en Wimbledon). Haar beste resultaat is het bereiken van de kwartfinale, eenmaal in 1999 op Wimbledon en andermaal in 2001 op Wimbledon, beide keren met de Amerikaan Bob Bryan aan haar zijde.

### Tennis in teamverband
In 2004 maakte McShea eenmalig deel uit van het Australische Fed Cup-team – samen met Christina Wheeler won zij de enige rubber die zij daarbij speelde.

## Palmares
| Legenda                |
| ---------------------- |
| Grandslamtoernooi      |
| Olympische Spelen      |
| Year-End Championships |
| Tier I                 |
| Tier II                |
| Tier III               |
| Tier IV & V            |

### WTA-finaleplaatsen enkelspel
geen

### WTA-finaleplaatsen vrouwendubbelspel
| nr.              | finale     | toernooi        | ondergrond | partner          | tegenstandsters                     | score         |         |
| ---------------- | ---------- | --------------- | ---------- | ---------------- | ----------------------------------- | ------------- | ------- |
| gewonnen finales |            |                 |            |                  |                                     |               |         |
| 1.               | 2000-06-18 | WTA Birmingham  | gras       | Rachel McQuillan | Cara Black Irina Seljoetina         | 6-3, 7-6      | details |
| 2.               | 2004-03-07 | WTA Acapulco    | gravel     | Milagros Sequera | Olga Blahotová Gabriela Navrátilová | 2-6, 7-6, 6-4 | details |
| 3.               | 2004-05-22 | WTA Straatsburg | gravel     | Milagros Sequera | Tina Križan Katarina Srebotnik      | 6-4, 6-1      | details |
| 4.               | 2004-06-19 | WTA Rosmalen    | gras       | Milagros Sequera | Jelena Kostanić Claudine Schaul     | 7-6, 6-3      | details |
| verloren finales |            |                 |            |                  |                                     |               |         |
| 1.               | 2004-01-17 | WTA Canberra    | hardcourt  | Caroline Dhenin  | Jelena Kostanić Claudine Schaul     | 4-6, 6-7      | details |
| 2.               | 2004-06-13 | WTA Birmingham  | gras       | Milagros Sequera | Maria Kirilenko Maria Sjarapova     | 2-6, 1-6      | details |

## Resultaten grandslamtoernooien
| Legenda | Legenda                          |
| ------- | -------------------------------- |
| g.t.    | geen toernooi gehouden           |
| l.c.    | lagere categorie                 |
| –       | niet deelgenomen                 |
| G       | uitgeschakeld in de groepsfase   |
| 1R      | uitgeschakeld in de eerste ronde |
| 2R      | uitgeschakeld in de tweede ronde |
| 3R      | uitgeschakeld in de derde ronde  |
| 4R      | uitgeschakeld in de vierde ronde |
| KF      | uitgeschakeld in de kwartfinale  |
| HF      | uitgeschakeld in de halve finale |
| F       | de finale verloren               |
| W       | het toernooi gewonnen            |
| w-v     | winst/verlies-balans             |

### Enkelspel
| Toernooi        | 1994 |    | 1999 | 2000 | w-v |
| --------------- | ---- | -- | ---- | ---- | --- |
| Australian Open | 1R   | –  | 1R   | 0-2  |     |
| Roland Garros   | –    | –  | –    | 0-0  |     |
| Wimbledon       | –    | –  | –    | 0-0  |     |
| US Open         | –    | 1R | –    | 0-1  |     |

### Vrouwendubbelspel
| Toernooi        | 1994 |    | 1996 | 1997 | 1998 | 1999 | 2000 | 2001 | 2002 | 2003 | 2004 | 2005 | 2006 | w-v |
| --------------- | ---- | -- | ---- | ---- | ---- | ---- | ---- | ---- | ---- | ---- | ---- | ---- | ---- | --- |
| Australian Open | 1R   | 1R | 1R   | 2R   | 2R   | 1R   | 3R   | 1R   | 1R   | 2R   | 1R   | 1R   | 5-12 |     |
| Roland Garros   | –    | –  | –    | 1R   | 1R   | 2R   | 1R   | 1R   | 1R   | 2R   | 1R   | –    | 2-8  |     |
| Wimbledon       | –    | –  | –    | 2R   | 1R   | 1R   | KF   | 1R   | 1R   | 1R   | 3R   | –    | 6-8  |     |
| US Open         | –    | –  | 2R   | 1R   | 1R   | 1R   | 1R   | 1R   | 3R   | 2R   | 1R   | –    | 4-9  |     |

### Gemengd dubbelspel
| Toernooi        | 1998 | 1999 | 2000 | 2001 | 2002 | 2003 | 2004 | 2005 | 2006 | w-v  |
| --------------- | ---- | ---- | ---- | ---- | ---- | ---- | ---- | ---- | ---- | ---- |
| Australian Open | –    | 2R   | –    | 2R   | 1R   | 1R   | 1R   | 1R   | 1R   | 2-7  |
| Roland Garros   | –    | 1R   | –    | –    | –    | –    | 1R   | –    | –    | 0-2  |
| Wimbledon       | 2R   | KF   | 1R   | KF   | 2R   | 1R   | 3R   | 1R   | –    | 10-8 |
| US Open         | –    | –    | –    | –    | –    | –    | 2R   | –    | –    | 1-1  |